# Idaea lucellata
Idaea lucellata là một loài bướm đêm trong họ Geometridae.